# Gorlo
Il Gorlo (in russo Горло Белого моря, Gola del mar Bianco?) è un canale nel mar Bianco che mette in comunicazione la parte del mar Bianco propriamente detto con la parte detta Voronka (Воронка) situata a nord. Si trova in Russia a sud-est della penisola di Kola e appartiene agli oblast' di Murmansk e di Arcangelo. In inglese, e anche in russo, è chiamato semplicemente "Gorlo" (Горло), che in italiano significa "gola".

## Geografia
La lunghezza dello stretto è di 90 miglia per una larghezza che varia tra le 25 e le 50 miglia. La profondità va dalle 18 alle 64 braccia. L'ingresso settentrionale è tra capo Krasnyj (мыс Красный) e capo Voronov (мыс Воронов).
Nel canale si trova una piccola isola adiacente alla costa della penisola di Kola: l'isola di Sosnovec (Сосновец) (66°29′25″N 40°41′03″E). A nord dell'ingresso al Gorlo si trovano le isole Tri Ostrova, a nord-est l'isola Moržovec.